# 나의 사랑, 그리스
《나의 사랑, 그리스》(그리스어: Ένας άλλος κόσμος)는 2015년 공개된 그리스의 영화이다.

## 출연

### 주연
- J.K. 시몬스
- 크리스토퍼 파파칼리아티스
- 안드레아 오스바트
- 마리아 카보이아니
- 타우픽 바롬
- 니키 바칼리

### 조연
- 미나스 하치사바스
- 오디세즈 파파스필리오풀로스
- 니코스 해츠폴로스
- 마태오 코로베시스

## 기타
- 특수효과: 미칼리스 사미오티스
- 시각효과: 스타브로스 티아고스
- 의상: 마리아 콘토디마
- 배역: 크리스티나 아크조티
- 배역: 알렉스 켈리